# Eben, Greifenburg
Eben je naselje v Občini Greifenburg v Okraju Špital ob Dravi  na Koroškem v Avstriji.